# Deela
Deela ist ein elektronisches World-Musik-Projekt  des Musikers, DJ’s und Musikproduzenten Ingo Möll aus Deutschland. Das Projekt wurde 2001 mit einer vierköpfigen Band gegründet und wird seit 2005 von Ingo Möll alleine betrieben. Die Musik besteht aus Elementen der Genres Cumbia, Latin, Afrobeat, Global Bass sowie House. Deela hat Remixe für Künstler wie Issa Bagayogo, Mo’ Horizons oder Diesler kreiert. Unternehmen wie Mini oder Red Bull haben Werbekampagnen mit Musik von Deela untermalt.
Das Debütalbum Mano Mano wurde 2007 veröffentlicht und über Groove Attack vertrieben. Im Mai 2013 veröffentlichte Deela das Album Ritmo De Las Calaveras über sein eigenes Label „Rumbullion Music“.

## Diskografie
- 2007: Ruhrfahrt EP
- 2007: Mano Mano
- 2010: Everything Counts EP
- 2011: We Dance To Forget EP
- 2012: Best Of Deela
- 2012: Asi Soy
- 2012: Rumbullion
- 2013: Ritmo De Las Calaveras
- 2013: Dancing Fires
- 2014: Revenge Of The Calavera